# Liste des U-Boote après la Seconde Guerre mondiale
La Liste des U-Boots (post 1945) est la liste des sous-marins allemands utilisé par l'armée allemande après la Seconde Guerre mondiale.
| Désignation                  | Classe                  | Mise en service    | Désarmement       | Remarques                                                                        |
| ---------------------------- | ----------------------- | ------------------ | ----------------- | -------------------------------------------------------------------------------- |
| Années 1950 (Mis en service) |                         |                    |                   |                                                                                  |
| U-2365 - S 170 U-Hai         | Type XXIII (Classe 240) | 15 août 1958       | 24 septembre 1966 | Conçu pendant la Seconde Guerre mondiale                                         |
| U-2367 (de) - S 171 U-Hecht  | Type XXIII (Classe 240) | 1er mai 1958       | 30 septembre 1968 | Conçu pendant la Seconde Guerre mondiale                                         |
| Années 1960                  |                         |                    |                   |                                                                                  |
| U-2540 - Y 880 Wilhelm Bauer | Type XXI (Classe 241)   | 1er septembre 1960 | 26 avril 1968     | Conçu pendant la Seconde Guerre mondiale Actuellement bateau-musée à Bremerhaven |
| U-1 - S 180                  | Classe 201              | 20 mars 1962       | 29 novembre 1991  | Mis en Classe 205 le 6 juin 1967                                                 |
| U-2 - S 181                  | Classe 201              | 3 mai 1962         | 19 mars 1993      | Mis en Classe 205 le 11 octobre 1966                                             |
| U-3 - S 182                  | Classe 201              | 20 juin 1962       | 15 septembre 1967 |                                                                                  |
| U-4 - S 183                  | Classe 205              | 19 novembre 1962   | 1er août 1974     |                                                                                  |
| U-5 - S 184                  | Classe 205              | 4 juillet 1963     | 17 mai 1974       |                                                                                  |
| U-6 - S 185                  | Classe 205              | 4 juillet 1963     | 22 août 1974      |                                                                                  |
| U-7 - S 186                  | Classe 205              | 16 mars 1964       | 30 septembre 1965 |                                                                                  |
| U-8 - S 187                  | Classe 205              | 22 juillet 1964    | 9 octobre 1974    |                                                                                  |
| Hans Techel - S 172          | Classe 202              | 10 octobre 1965    | 15 décembre 1966  |                                                                                  |
| Friedrich Schürer - S 173    | Classe 202              | 6 avril 1966       | 15 décembre 1966  |                                                                                  |
| U-9 - S 188                  | Classe 205              | 11 avril 1967      | 3 juin 1993       |                                                                                  |
| U-10 (de) - S 189            | Classe 205              | 28 novembre 1967   | 11 mars 1993      |                                                                                  |
| U-11 - S 190                 | Classe 205              | 21 juin 1968       | 30 octobre 2003   |                                                                                  |
| U-12 (de) - S 191            | Classe 205              | 14 janvier 1969    | 21 juin 2005      | Mis en Classe 205 B                                                              |
| Années 1970                  |                         |                    |                   |                                                                                  |
| U-13 (de) - S 192            | Classe 206              | 19 avril 1973      | 23 septembre 1997 |                                                                                  |
| U-14 (de) - S 193            | Classe 206              | 19 avril 1973      | 23 septembre 1997 |                                                                                  |
| U-15 (de) - S 194            | Classe 206              | 17 juillet 1974    | 14 décembre 2010  | Mis en Classe 206 A le 27 novembre 1989                                          |
| U-16 (de) - S 195            | Classe 206              | 9 novembre 1973    | 31 mars 2011      | Mis en Classe 206 A le 14 mars 1988                                              |
| U-17 (de) - S 196            | Classe 206              | 28 novembre 1973   | 14 décembre 2010  | Mis en Classe 206 A le 18 septembre 1989                                         |
| U-18 (de) - S 197            | Classe 206              | 19 décembre 1973   | 31 mars 2011      | Mis en Classe 206 A le 4 avril 1990                                              |
| U-19 (de) - S 198            | Classe 206              | 9 novembre 1973    | 23 août 1998      |                                                                                  |
| U-20 (de) - S 199            | Classe 206              | 24 mai 1974        | 26 septembre 1996 |                                                                                  |
| U-21 (de) - S 170            | Classe 206              | 16 août 1974       | 3 juin 1998       |                                                                                  |
| U-22 (de) - S 171            | Classe 206              | 26 juillet 1974    | 18 décembre 2008  | Mis en Classe 206 A le 9 janvier 1989                                            |
| U-23 (de) - S 172            | Classe 206              | 2 mai 1975         | 31 mars 2011      | Mis en Classe 206 A le 10 août 1987                                              |
| U-24 (de) - S 173            | Classe 206              | 16 octobre 1974    | 31 mars 2011      |                                                                                  |
| U-25 (de) - S 174            | Classe 206              | 14 juin 1974       | 31 janvier 2008   | Mis en Classe 206 A le 29 août 1988                                              |
| U-26 (de) - S 175            | Classe 206              | 13 mars 1975       | 9 novembre 2005   | Mis en Classe 206 A le 2 juillet 1990                                            |
| U-27 (de) - S 176            | Classe 206              | 16 octobre 1974    | 13 juin 1996      |                                                                                  |
| U-28 (de) - S 177            | Classe 206              | 18 décembre 1974   | 30 juin 2004      | Mis en Classe 206 A le 17 avril 1989                                             |
| U-29 (de) - S 178            | Classe 206              | 27 novembre 1974   | 21 décembre 2006  | Mis en Classe 206 A le 1er juin 1987                                             |
| U-30 (de) - S 179            | Classe 206              | 13 mars 1975       | 31 décembre 2006  | Mis en Classe 206 A le 30 mai 1988                                               |
| Années 2000                  |                         |                    |                   |                                                                                  |
| U-31 (de) - S 181            | Classe 212 A            | 19 octobre 2005    |                   |                                                                                  |
| U-32 (de) - S 182            | Classe 212 A            | 19 octobre 2005    |                   |                                                                                  |
| U-33 (de) - S 183            | Classe 212 A            | 13 juin 2006       |                   |                                                                                  |
| U-34 (de) - S 184            | Classe 212 A            | 3 mai 2007         |                   |                                                                                  |
| U-35 (de) - S 185            | Classe 212 A            | 23 mars 2015       |                   | Pose de quille le 21 août 2007 au HDW à Kiel                                     |
| U-36 (de) - S 186            | Classe 212 A            | 10 octobre 2016    |                   |                                                                                  |

### Source
- (de) Cet article est partiellement ou en totalité issu de l’article de Wikipédia en allemand intitulé « Liste von Unterseebooten der Bundeswehr » (voir la liste des auteurs).